# Lepidosperma carphoides
Lepidosperma carphoides är en halvgräsart som beskrevs av Ferdinand von Mueller och George Bentham. Lepidosperma carphoides ingår i släktet Lepidosperma och familjen halvgräs. Inga underarter finns listade i Catalogue of Life.